# Túnel Trasandino
El Túnel Trasandino es el proyecto de un paso ferroviario en los Andes centrales del Perú. Facilitará el tráfico en la Ruta PE-22, una de las vías transversales de la región Lima que une las ciudades de Lima, La Oroya y La Merced en un recorrido de 173 km.
Se han aprobado cinco de los siete informes correspondientes para el estudio de preinversión a nivel de factibilidad.
El proyecto contempla la construcción de tres túneles con una longitud total de 15.35 km; San Bartolomé, San Mateo–San Miguel de Viso y el Túnel Trasandino.

## Historia
En diciembre del 2012, mediante la Ley 29959, el Congreso de la República del Perú declaró de necesidad pública el proyecto Túnel Trasandino del Centro.